# Wolf Marschall
Wolf Marschall, auch Wolfgang Marschall, zeitgenössisch Wolf Marschalch oder Wolf Marschalk (* vor 1505; † vor 1555) war ein deutscher Hofbeamter der albertinischen Wettiner sowie Rittergutsbesitzer in Herrengosserstedt.

## Leben
Als Sohn des Ritters Rudolph Marschall stammte er aus dem thüringischen Adelsgeschlecht Marschall, das als Erbmarschälle der Landgrafschaft Thüringen in Herrengosserstedt seinen Hauptsitz hatte. 1544 wurde er mit diesem Gut belehnt. Zu den Mitbelehnten zählte sein Bruder Hans Marschall.
Wolf Marschall ist ab 1505 im Dienst der Albertiner nachweisbar.
Zeitweise war er auf für die Grafen von Schwarzburg in Arnstadt tätig, die ihn für seine Verdienste die Anwartschaft auf Besitz eines zu sakularisierenden Arnstädter Klosters erteilten.
1540 war Wolf Melchior im Auftrag des Herzogs Heinrich von Sachsen gemeinsam mit Melchior von Kutzleben und dem Bürgermeister Georg Höpfener aus Langensalza als Sequestrator in der Landgrafschaft Thüringen eingesetzt. Als solcher war er u. a. zuständig für die Säkularisation des Klosters Sittichenbach. Danach war er für den Kurfürsten Moritz von Sachsen tätig und erhielt von diesem beispielsweise im Jahre 1549 ein Gnadengeld von 100 Gulden ausgehändigt. Als Kurfürst Moritz starb, wurde der hochbetagte Wolf Marschall als Rat kurzzeitig noch Hofbeamter bei Kurfürst August von Sachsen, der auf seine jahrzehntelange Erfahrungen zurückgreifen konnte.
In seiner dienstlichen Tätigkeit arbeitete er zeitweilig auch mit Wolf Koller zusammen.
Verheiratet war er mit Anna Margarethe von Lichtenhayn.
Nach seinem Tod verwalteten seine Söhne Georg Rudolph, Dietrich, Gerhard und Wolf Marschall zu Gosserstedt ab 1554 zunächst gemeinsam das väterliche Erbe. 1563 einigten sie sich dann auf eine Erbteilung. Der älteste und der jüngste Sohn des verstorbenen Wolf Marschall wurden ausgezahlt und die beiden mittleren Söhne Dietrich und Gerhard Marschall behielten die väterlichen Güter und Ländereien, die sie noch eine Zeitlang gemeinsam verwalteten, jedoch schon bald untereinander aufteilten. Zu den Besitzungen gehörten auch Besitzungen des aufgelösten Klosters Oldisleben.